# Betty Furness
Elizabeth Mary Furness (3 de enero de 1916 – 2 de abril de 1994) fue una actriz, defensora del consumidor y comentarista de actualidad estadounidense.

## Primeros años
Furness nació en Manhattan, hija del acaudalado ejecutivo George Choate Furness y su esposa Florence. Asistió a la Brearley School y a la Bennett Junior College.

## Carrera como actriz
Furness debutó en el teatro durante las vacaciones escolares en el papel principal de Alice in Wonderland. También posó para anuncios comerciales. Comenzó su carrera profesional como modelo antes de que un cazatalentos se fijara en ella y los estudios RKO la contrataran para el cine en 1932. Su primer papel cinematográfico fue el de "Thirteenth Woman" en la película Thirteen Women (1932), pero sus escenas fueron eliminadas antes del estreno.
En los años siguientes apareció en varias películas de la RKO y se convirtió en una actriz popular. Entre sus éxitos cinematográficos se encuentran Magnificent Obsession (1935) y la película de Fred Astaire y Ginger Rogers Swing Time (1936). A finales de la década, había aparecido en más de cuarenta películas, pero durante los años cuarenta tuvo dificultades para conseguir papeles.

## Carrera
En 1948, Furness actuaba en la serie de televisión Studio One, que se emitía en radiodifusión. Sustituyó a un actor para promocionar los productos Westinghouse durante la pausa publicitaria, e impresionó a la empresa por su trato fácil y profesional. La empresa le ofreció un contrato para promocionar sus productos, por lo que quedó estrechamente vinculada a ellos.
Los primeros anuncios de televisión solían contar con intérpretes de radio que tenían dificultades para adaptarse al medio visual de la televisión, lo que a veces provocaba incidentes embarazosos, como un anuncio de Westinghouse en el que una mujer que hacía una demostración de una cocina eléctrica derramaba chocolate caliente por encima. Furness, gracias a su experiencia en Studio One, pensó que podía hacer un trabajo mejor. Una agencia de publicidad le ofreció una oportunidad y descubrió que tenía un talento natural para los anuncios. Con un sueldo inicial de 150 dólares a la semana, Furness hizo tres anuncios de Westinghouse (el único patrocinador del programa) para cada episodio de Studio One, todos ellos rodados en directo, ya que todavía no existía la cinta de vídeo. (En uno de los anuncios en directo aparecía una puerta de frigorífico que se negaba a abrirse, provocando una de las meteduras de pata más famosas de la historia de la televisión; sin embargo, no se trataba de Furness, sino de la actriz June Graham, que la sustituía). Durante décadas, se atribuyó a Furness la autoría de la metedura de pata, hasta que en 1981 aclaró las cosas en el especial de televisión TV's Censored Bloopers).
Furness demostró ser una portavoz de éxito por su buen aspecto y su ropa atractiva, pero pulcra y modesta, que se cambiaba tres veces al día. Se negó a adoptar un nombre artístico o a llevar delantal cuando Westinghouse se lo propuso. Sin embargo, aceptó llevar un anillo de casada ante las cámaras para parecer más un ama de casa. Furness también compró toda su ropa ella misma, no queriendo que Westinghouse decidiera su apariencia por ella. Durante las convenciones de los partidos políticos en las elecciones presidenciales de 1952, cuya cobertura televisiva fue patrocinada en gran medida por Westinghouse, Furness llevó 28 trajes diferentes, suficientes para convertirse en el tema de un reportaje de Life.
El contrato de Furness con Westinghouse le reportó un salario anual de 100.000 dólares y sus anuncios hicieron que se dispararan las ventas de los electrodomésticos de la empresa, con la notable excepción del lavavajillas, que resultó difícil de vender después de que un estudio de mercado descubriera que las mujeres estadounidenses eran reacias a comprar un aparato que, de hecho, automatizaría completamente su cocina y no les dejaría nada que hacer.
Una de las series de anuncios más reconocibles de la televisión mostraba a Furness abriendo de par en par la puerta de un frigorífico, entonando: "Puede estar seguro... si es Westinghouse". (Los anuncios eran tan conocidos que a menudo se parodiaban: un chiste de la revista Mad imaginaba las palabras en un letrero de neón, con algunas letras clave quemadas: YOU CAN ..SU.E IF IT'S WESTINGHOUSE!")
Furness presentó el programa Penthouse Party de la ABC, que duró 39 episodios, de septiembre de 1950 a junio de 1951. En 1951, Furness participó regularmente en el programa de la CBS What's My Line? Apareció en una serie de misterios en directo en ABC, bajo el título Your Kaiser Dealer Presents Kaiser-Frazer "Adventures In Mystery" Starring Betty Furness In "Byline" que se emitió en noviembre y diciembre de 1951, y de nuevo en ABC en sindicación en otoño de 1957. La serie fue producida por DuMont Television Network y se emitió en DuMont bajo el título News Gal.
Desde el 1 de enero de 1953 hasta el 3 de julio de 1953, apareció en su propia serie de televisión diurna Meet Betty Furness, patrocinada por Westinghouse. El programa, de un cuarto de hora de duración, se emitía los viernes por la mañana en la CBS. En 1959, un nuevo presidente de Westinghouse decidió prescindir de Furness, posiblemente porque deseaba imponer sus propias ideas en la empresa, y sugirió buscar una nueva portavoz algo más joven. A pesar de la resistencia del departamento de marketing de la empresa, se impuso y Furness fue liberada de su contrato a finales de 1960. Sus últimos anuncios para Westinghouse se vieron en la cobertura de CBS News de la Convención Demócrata de Los Ángeles de julio de 1960, la Convención Republicana de Chicago de agosto de 1960 y la noche de las elecciones del 8 de noviembre. Intentó pasar a un papel menos comercial en la televisión, pero se encontró demasiado asociada a la publicidad para ser tomada en serio. Durante este tiempo, trabajó en la radio y también en nombre del Partido Demócrata.
Furness tiene dos estrellas en el Paseo de la Fama de Hollywood, por su contribución al cine en el 1533 Vine Street y por su contribución a la televisión en el 6675 Hollywood Blvd.

## Defensa del consumo
En 1967, el presidente Lyndon B. Johnson, conocedor de su trabajo para el Partido Demócrata, se puso en contacto con Furness y le ofreció el puesto de Asistente Especial para Asuntos del Consumidor. Aceptó y desempeñó hasta el final de la administración de Johnson en 1969. Durante su mandato acalló a sus críticos dedicándose con ahínco a su función y aprendiendo los temas relacionados con los derechos de los consumidores. De 1969 a 1993 fue miembro del consejo de Consumers Union, editora de Consumer Reports. En agosto de 1970 fue nombrada por el entonces gobernador de Nueva York Nelson Rockefeller, primera presidenta y directora ejecutiva de la New York State Consumer Protection Board, cargo que ocupó hasta julio de 1971, antes de volver a la televisión. En 1971, Furness fue elegida miembro de la Common Cause National Governing Board. En 1973 también dirigió el New York City Department of Consumer Affairs.
Contratada por la WNBC de Nueva York, Furness informó sobre temas de consumo, y se centró específicamente en ejemplos de fraude al consumidor. En 1976 empezó a colaborar con el programa The Today Show como presentadora tras la marcha de Barbara Walters y ofreciendo reportajes periódicos. En 1977, su programa Buyline: Betty Furness ganó el premio Peabody.

## Vida personal
Furness se casó cuatro veces. Su primer matrimonio fue con el compositor y director Johnny Green en 1937, con quien tuvo un hijo. Tras divorciarse de Green en 1943, se casó dos veces con el locutor de radio Hugh "Bud" Ernst Jr., la primera en 1945 y la segunda en 1946. Su segundo matrimonio con él duró hasta la muerte de éste en 1950, cuando, deprimido por la ruptura de su matrimonio, se pegó un tiro tras telefonear a un periódico de Nueva York y declarar: "Si quieren una buena historia, vengan a buscarla". Se casó de nuevo en 1967 con Leslie Midgley, que la sobrevivió.  Liza Snyder, de las series de CBS Television Yes, Dear y Man with a Plan es su nieta.[cita requerida]
En 1990, Furness fue tratada de un cáncer de estómago y redujo su horario en The Today Show a cuatro días. La NBC utilizó esto como excusa para despedirla dos años después, junto con la decisión de la cadena de cambiar sus reportajes de consumo a un formato más sensacionalista. Furness no estaba contenta con su despido y lo citó como ejemplo de discriminación por edad. Expresó su deseo de seguir trabajando, pero la reaparición de un cáncer de estómago se lo impidió.
Furness expresó su filosofía de no rechazar nunca un trabajo, y creía que era la razón por la que había progresado a través de una serie de profesiones tan poco convencionales. Durante su enfermedad, declaró que lo único que deseaba era poder trabajar, y mencionó en una entrevista que, en lo que respecta a su cáncer, "el tratamiento es peor que la enfermedad".[cita requerida] Su salud siguió deteriorándose hasta su muerte por cáncer de estómago el 2 de abril de 1994, a los 78 años, en el Memorial Sloan Kettering Cancer Center.

## Filmografía parcial
| - Renegades of the West (1932) - Cross Fire (1933) - Lucky Devils (1933) - The Great Jasper (1933) - Scarlet River (1933) - Emergency Call (1933) - Headline Shooter (1933) - Midshipman Jack (1933) - Aggie Appleby, Maker of Men (1933) - Ace of Aces (1933) (sin acreditar) - Flying Down to Rio (1933) (sin acreditar) - Beggars in Ermine (1934) - Dangerous Corner (1934) - A Wicked Woman (1934) - Gridiron Flash (1934) - The Band Plays On (1934) - The Life of Vergie Winters (1934) - Here Comes Cookie (1935) - Shadow of Doubt (1935) | - McFadden's Flats (1935) - Calm Yourself (1935) - The Keeper of the Bees (1935) - Magnificent Obsession (1935) - The Three Wise Guys (1936) - The President's Mystery (1936) - All American Chump (1936) - Mr. Cinderella (1936) - Swing Time (1936) - They Wanted to Marry (1937) - Mama Steps Out (1937) - The Good Old Soak (1937) - It Can't Last Forever (1937) - North of Shanghai (1939) - Tomorrow Always Comes (1941) - Studio One - "Boy Meets Girl" (1949) - "A Special Announcement" (1956) - "Babe in the Woods" (1957) Coral, Princess Livitski - A Face in the Crowd (1957) (uncredited cameo as herself) |